# Afghanistan Research and Evaluation Unit
L'Afghanistan Research and Evaluation Unit (AREU) és una organització de recerca amb base a Kabul, Afganistan. El seu objectiu és proporcionar una base ferma per a la política i la pràctica en l'entorn canviant el país mitjançant el terreny de la investigació. Els fons són proporcionats per diversos governs i organismes.
El 2000 la Strategic Monitoring Unit (SMU) va ser establida a Islamabad pel Afghan Support Group, per millorar la resposta d'emergència assegurant que les lliçons apreses de situacions similars a tot el món foren analitzades i difoses(en aquest moment l'Afganistan era en gran part sota els talibans). L'SMU va produir dos documents: un informe sobre la província del nord de Badakhshan. i una revisió del marc estratègic per l'Afganistan
Després de la caiguda del govern talibà a finals del 2001, el SMU va rebre el nom de Afghanistan Research and Evaluation Unit (AREU) i rebé un nou mandat. A principis del 2002 es va traslladar a Kabul.